# Sidiró (Évros)
Sidiró, en grec moderne : Σιδηρώ, est un village du dème de Souflí dans le  district régional de l'Évros en Macédoine-Orientale-et-Thrace, en Grèce.
La localité appartient au district municipal et à la communauté municipale de Souflí. Selon le recensement de 2021, elle compte 439 habitants.